# Morgane Remter
Morgane Remter (* 1977 in Hannover) ist eine deutsche Filmregisseurin.

## Karriere
Remter studierte Politikwissenschaft, Rechtswissenschaft und Ethnologie an der Ludwig-Maximilians-Universität München und begann ihre Filmkarriere 1998 mit einer Videoproduktion über Aborigines in Australien. Im Jahr 2002 unterstützte sie den Dokumentarfilm Lokalgeschichten mit Toshio Kusaba und Ferdinand Schuster als Redakteurin und Filmeditorin. In den folgenden Jahren arbeitete sie für verschiedene Fernsehsender (etwa ProSieben oder ZDF) an Dokumentarfilmen. Sie war von 2008 bis 2010  Dozentin für Filmgeschichte an der Hochschule Macromedia. In den Jahren 2010 und 2011 entwickelte sie die Branchenplattform DOK.forum für das DOK.fest München. Seitdem arbeitet sie für das Festival in der Programmauswahl, Moderation und Jury-Betreuung.
Seit 2010 arbeitete sie an ihrem ersten Langfilm Zeitenwende in Giesing, in dem sie bauliche und gesellschaftliche Veränderungen im Münchener Stadtteil Giesing begleitete. Der Dokumentarfilm feierte schließlich 2018 beim DOK.fest München in der Sektion DOK.special Premiere.
Remter war von 2012 bis 2020 Mitarbeiterin am Lehrstuhl für Creative Writing von Doris Dörrie an der Hochschule für Fernsehen und Film München in München. Sie ist seit 2020 Vorstandsmitglied bei der Arbeitsgemeinschaft Dokumentarfilm.

## Filmografie (Auswahl)
- 2002: Lokalgeschichten mit Toshio Kusaba und Ferdinand Schuster (Schnitt)
- 2008/09: Galileo (Fernsehsendung, Redakteurin)
- 2010: Amok (Kurzfilm, Buch)
- 2011: Der Regenschirmmord (Produktion)
- 2018: Zeitenwende in Giesing (Regie, Schnitt)